# Rue Clisson
Pour les articles homonymes, voir Clisson (homonymie).
La rue Clisson est une voie du 13e arrondissement de Paris située dans le quartier de la Gare.

## Origine du nom
Elle porte le nom du connétable de France Olivier de Clisson (1336-1407).

## Historique
Cette ancienne voie de la commune d'Ivry-sur-Seine, qui reliait la Maison-Blanche située en bordure de la route de Choisy à la rue des Ormes, était appelée en 1812, comme la rue Baudricourt qui est dans son prolongement, « sentier du Bac ».
En 1865, le sentier du Bac prit le nom de « rue Clisson ».

## Bâtiments remarquables et lieux de mémoire
- Au no 58 : le 18 juillet 1942, sous l'Occupation, le résistant Maurice Cadet y lance un engin explosif contre un bureau de placement allemand ; un échange de tirs a lieu avec un gardien de la paix, qui est tué[2],[3].
- Au no 64 : ancien siège de la Cimade. Le mur recouvert de céramique est une réalisation d’Olivier Debré[4].

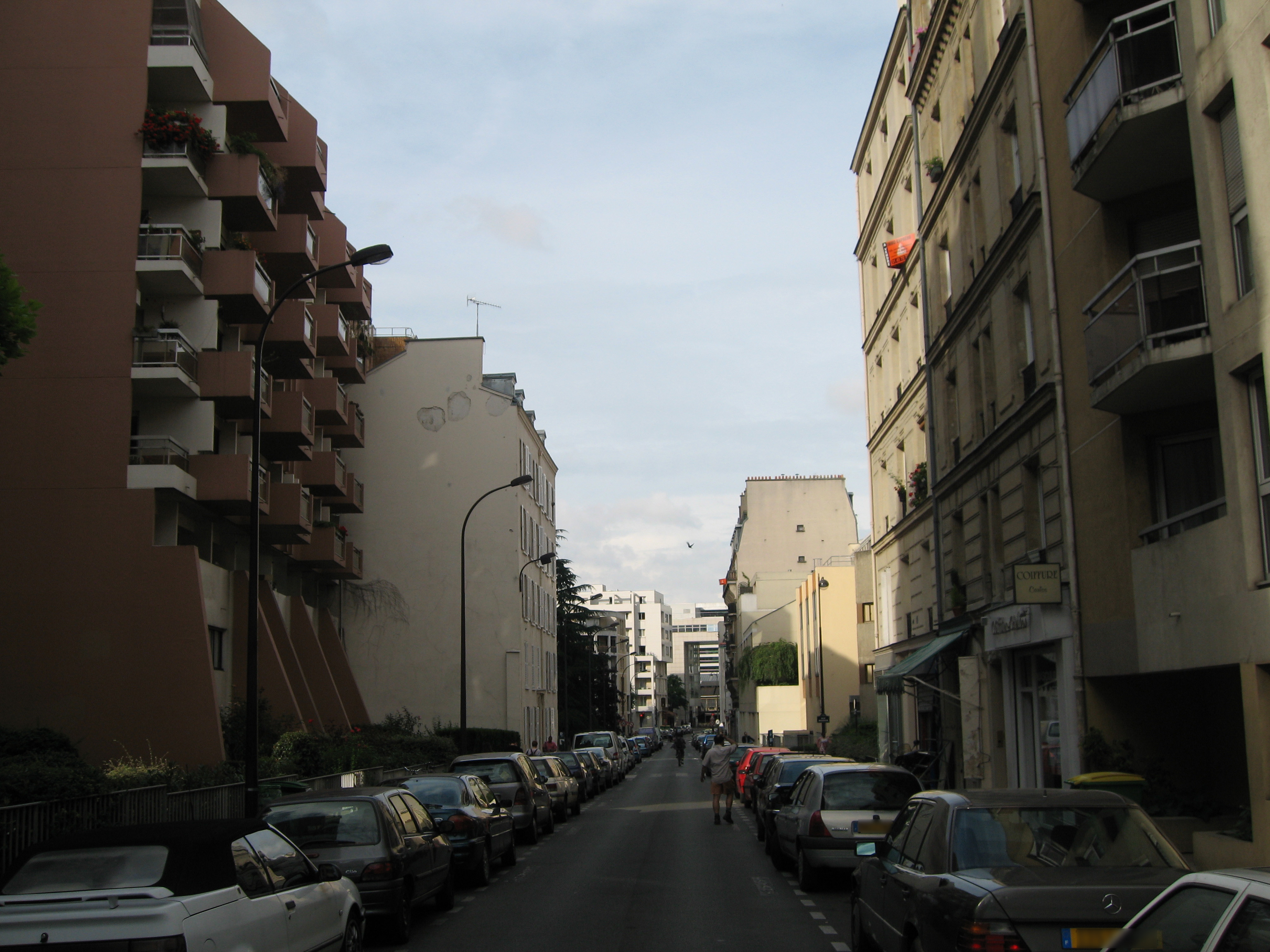
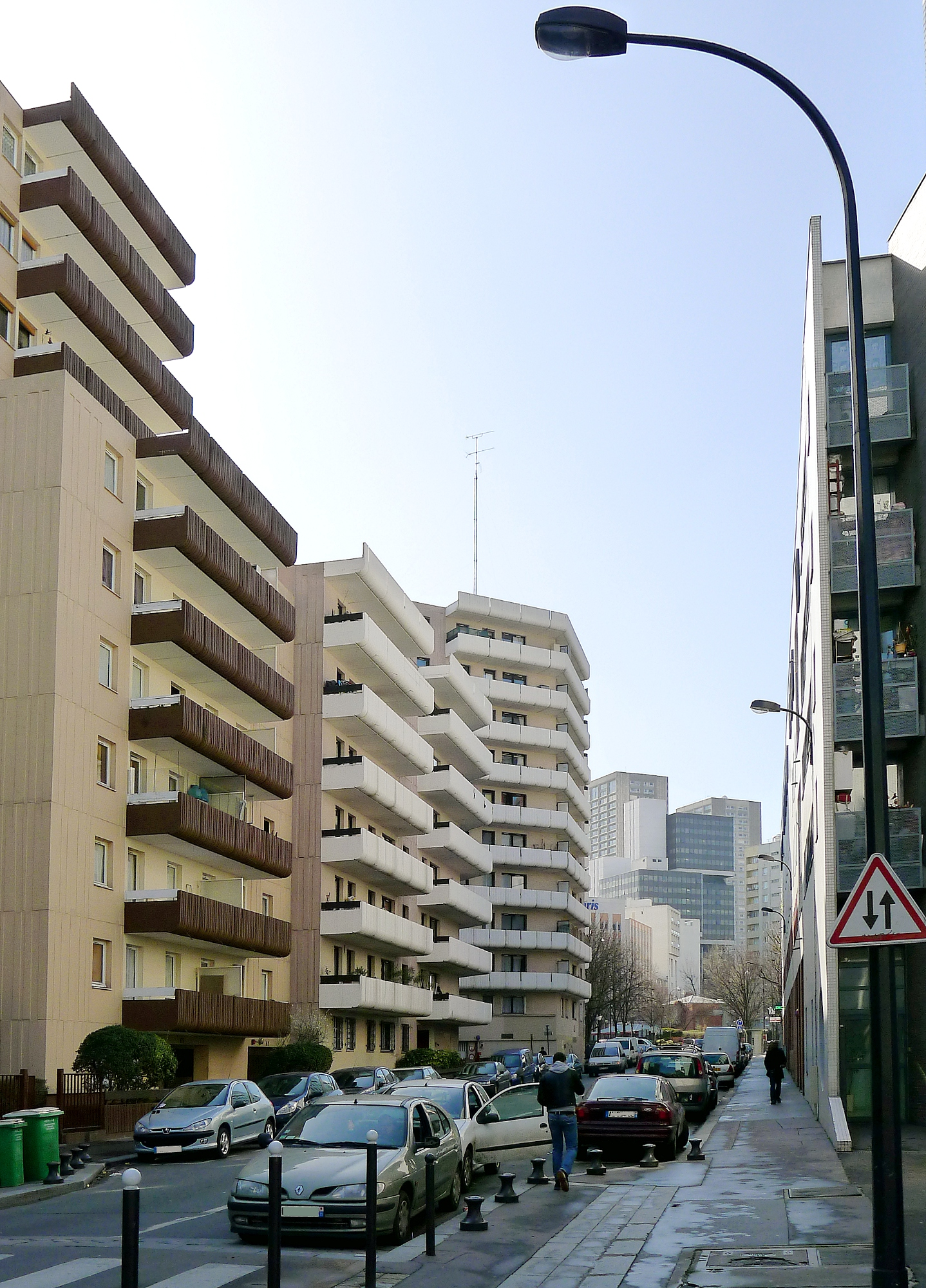
La rue Clisson en direction de la place Nationale.
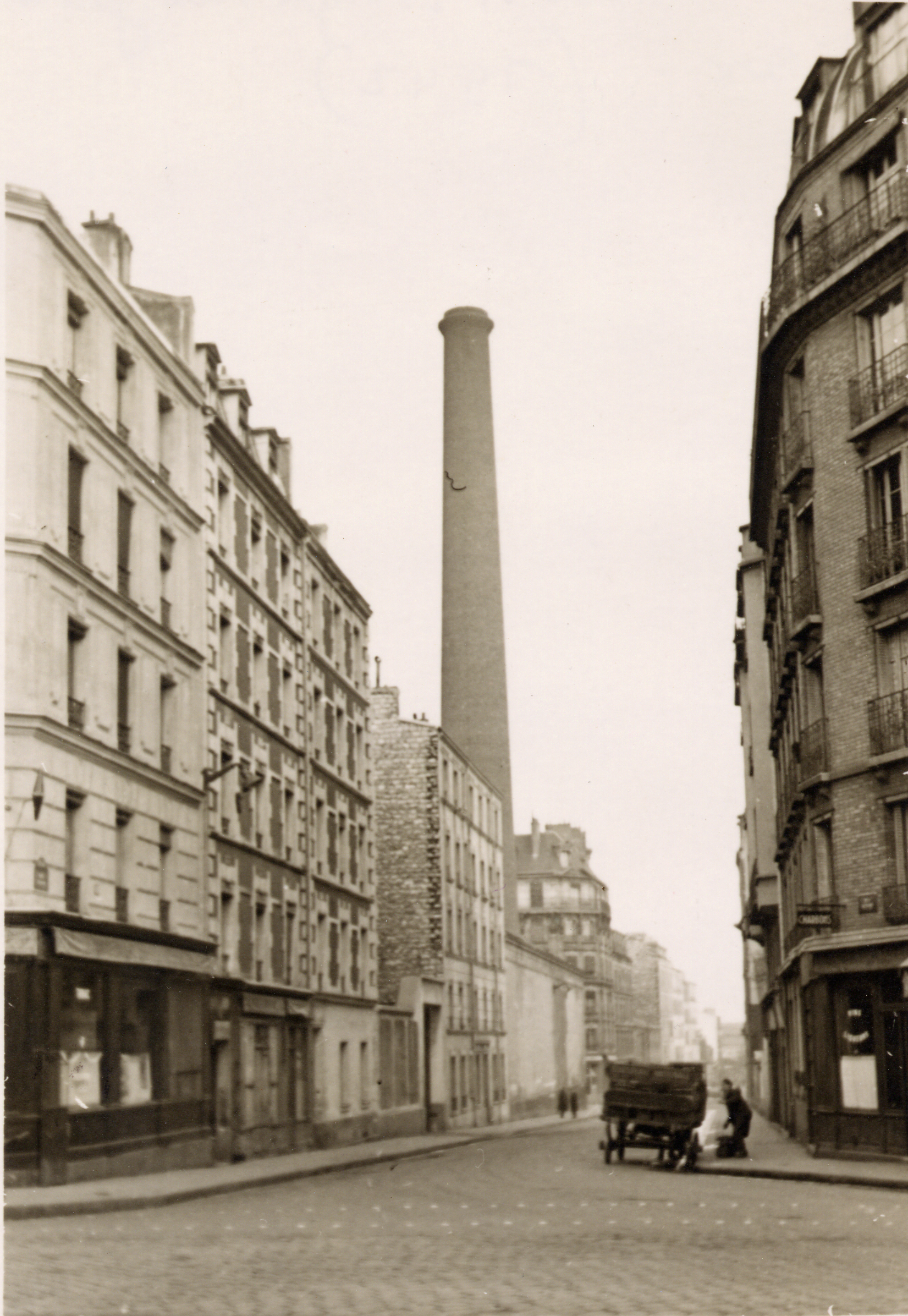
Ancienne photo avec une cheminée en briques de la raffinerie Say.
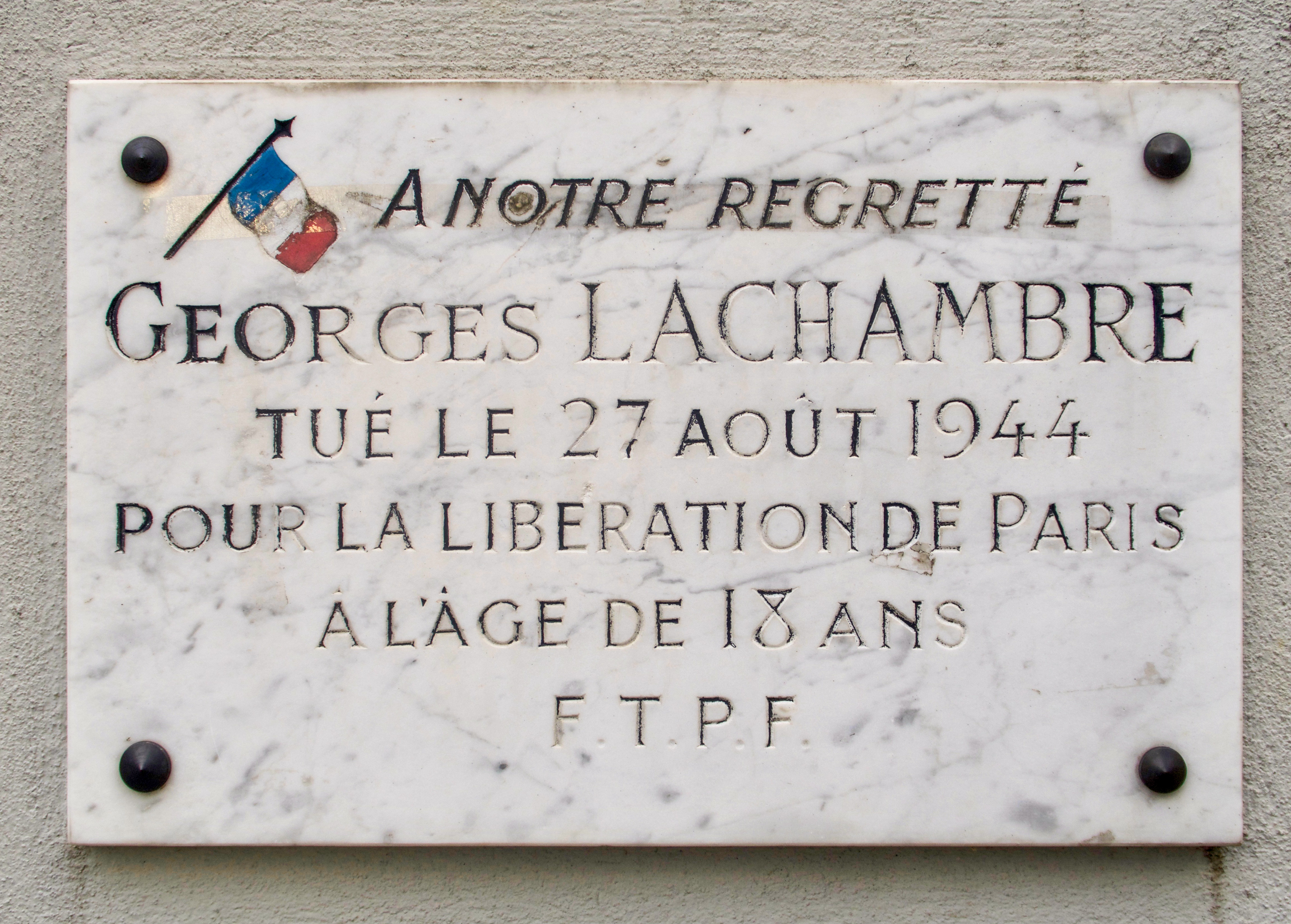
Plaque au no 67 en hommage au résistant Georges Lachambre, tué pendant la Libération de Paris.